# 上高寨乡
上高寨乡，是中华人民共和国陕西省榆林市佳县一个已撤销的乡级行政区，2015年，陕西省民政厅批复同意撤销上高寨乡，将其所辖行政区域划归刘国具镇。